# Trichocerca jobloti
Trichocerca jobloti är en hjuldjursart som beskrevs av Bory de St Vincent 1827. Trichocerca jobloti ingår i släktet Trichocerca och familjen Trichocercidae. Inga underarter finns listade i Catalogue of Life.